# Olenecamptus circulifer
Olenecamptus circulifer là một loài bọ cánh cứng trong họ Cerambycidae.